# Loa (goleta)
La BAP Loa fue una goleta a vapor y hélice de la Marina de Guerra del Perú mandada a construir en 1854 al Reino Unido junto a la fragata Apurímac y la goleta a vapor Tumbes, como parte del fortalecimiento de la Armada durante el gobierno del presidente José Rufino Echenique. Participó en muchos conflictos internos y combatió en la Guerra Hispano-Sudamericana ya convertida en un blindado del tipo casamata y ariete semejante al CSS Virginia (1861).  En 1877 se le retira blindaje y queda para el adiestramiento de grumetes. Fue hundida en 1881, durante la Guerra del Pacífico por su tripulación junto con el resto de la Armada peruana para evitar su captura por parte de las tropas chilenas.

## Trasfondo
En 1852, Perú tenía una de las escuadras más poderosas de Latinoamérica. Contaba con dos buques de guerra a vapor: el Rímac y el Amazonas y era superada solo por Brasil y Estados Unidos, pero era inferior a las escuadras que Francia y Gran Bretaña tenían en el Pacífico, que recientemente se habían reforzado con llegada a las costas peruanas de poderosos buques a vapor de Europa, como la fragata británica HMS Monarch, artillada con 34 cañones y la fragata francesa Perseverante de 50 cañones. A fin de prevenir la intervención de cualquier potencia europea en los asuntos internos o la amenaza de alguno de los países vecinos.
Su construcción fue supervisada por el capitán peruano-chileno José María Salcedo, que servía en la Marina de Guerra del Perú. Fue comisionada en agosto de 1855, arribó al Callao el 12 de noviembre de 1855.

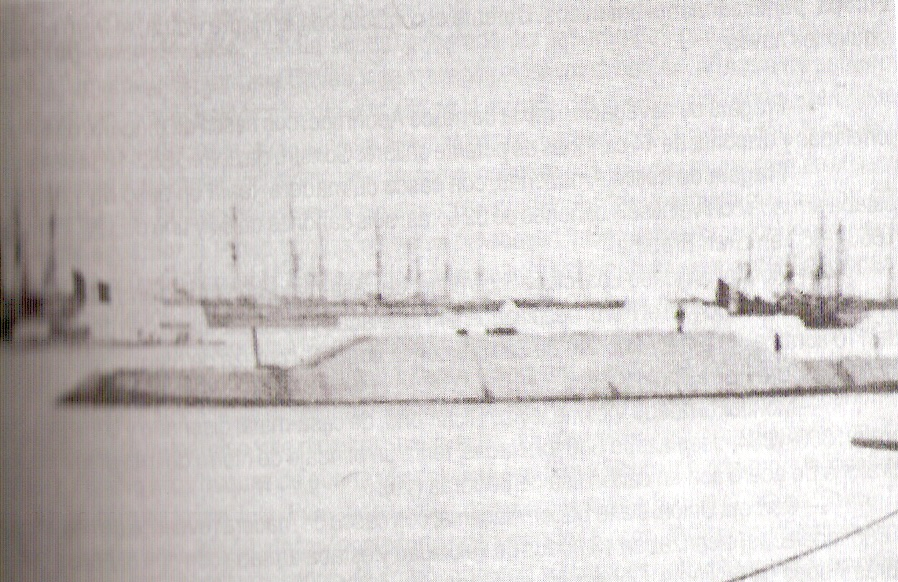
El Loa como ariete casamata basado en el CSS Virginia, al fondo, se ve el Victoria

## Guerra civil peruana de 1856
Cuando se inició la guerra civil en Perú en 1856, fue comisionada a Arica, junto con el BAP Ucayali, llevando dos escuadrones de caballería. Luego se dirigió a Islay, transportando al mariscal Miguel de San Román, mientras el BAP Ucayali regresó al Callao. Estando ahí anclado, se apareció la fragata BAP Apurímac el 18 de noviembre de 1856. El teniente primero Hercilio Cabieses abordó la fragata y quedó hecho prisionero, porque esta se había sublevado a favor de Manuel Ignacio de Vivanco; luego la abordó el teniente primero Gaspar Selaya, siendo también prisionero; finalmente, el teniente segundo Mariano Melgar sublevó el Loa con toda la tripulación, menos tres oficiales que fueron enviados al Callao. En ese momento, el Loa tenía en cofres 60 mil pesos para los gastos de guerra, que pasó a manos de los rebeldes. El contador del Loa, Ricardo Palma, también se unió a la rebelión.
El gobierno de Ramón Castilla puso el 3 de enero de 1857 una recompensa de 80 mil pesos a las personas que restituyan al gobierno esa goleta.
Su tripulación estaba desmoralizada por los sueldos impagados cuando fue fácilmente abordada por la corbeta británica HMS Pearl.
El 24 de mayo la tripulación de la goleta se rindió al gobierno.

## Conversión a blindado
En 1864 se hallaba en tan mal estado, pues nunca se le había puesto en dique y estaba apontonado en el Callao. Cuando la escuadra española tomó las islas Chincha, se decidió blindarlo y convertirlo en una batería flotante para el apoyo de la defensa del Callao. En la Factoría Naval de Bellavista se le colocó sobre el casco una caja blindada (casamata) de hierro con 3 pulgadas de blindaje que lo asemejaba mucho al CSS Virginia (1861) y se le quitaron los mástiles. El blindaje era de rieles de ferrocarril. La casamata tenía una tronera en proa para un cañón de ánima lisa de 110 lb y otra a popa para un cañón de 32 lb. La conversión a blindado se inició en abril de 1864 y terminó en noviembre, siendo encargada al norteamericano George S. Backus, con un costo ascendente a 364.823 soles de plata, equivalentes a más de 70 mil libras esterlinas.
Durante la guerra hispano-sudamericana, formó parte de la defensas del puerto en el Combate del Callao el 2 de mayo de 1866. Cubrió la entrada al muelle del puerto, formando línea de fuego entre el monitor Victoria las baterías del Sur. Se estima de uno de sus disparos dio en la barandilla del puente de mando de la Numancia hiriendo a Casto Méndez Núñez, comandante general de la Escuadra española.
En los primeros meses de 1877 se le retiró el blindaje y quedó como buque de adiestramiento para grumetes. Fue hundida en el Callao el 16 de enero de 1881 para evitar que cayese en manos de las fuerzas chilenas que ocuparían el puerto, tras las sucesivas derrotas del Ejército del Perú en la batalla de San Juan y Chorrillos y la batalla de Miraflores.